# روي دانيال مورايس غوميز
روي دانيال مورايس غوميز (27 مارس 1987 في البرتغال - ) هو لاعب كرة قدم برتغالي في مركز الوسط. لعب مع نادي أروكا ونادي بوافيشتا ونادي إيسبينهو وEléctrico F.C. ‏.

## وصلات خارجية
- روي دانيال مورايس غوميز على موقع قاعدة بيانات كرة القدم.إي يو (الإنجليزية)
- روي دانيال مورايس غوميز على موقع عالم كرة القدم.نت (الإنجليزية)